# Văn Đức Phu nhân
Văn Đức Phu nhân (chữ Hán: 文德夫人; ?-?), họ Trần, còn gọi Anh Tông Phế phi (英宗廢妃), là nguyên phối của vua Trần Anh Tông trong lịch sử Việt Nam.
Xuất thân cao quý và hiển hách, lại là Hoàng thái tử phi, ngôi vị Hoàng hậu nằm chắc trong tay, nhưng Văn Đức Phu nhân phải chịu một kết cục không mấy tốt đẹp, thậm chí bị vua Trần Anh Tông ra chỉ dụ phế truất khi còn chưa là Hoàng hậu.

## Cuộc đời
Văn Đức Phu nhân Trần thị xuất thân hiển vinh, bà là Đích trưởng nữ của Thái úy Hưng Nhượng Đại vương Trần Quốc Tảng, cháu gọi Khâm Minh Đại vương Trần Liễu là cụ nội, gọi Hưng Đạo Đại vương Trần Quốc Tuấn là ông nội, gọi Trần Anh Tông- phu quân của mình là anh họ. Thân mẫu của bà không rõ tích, chỉ gọi là [Bảo Huệ Quốc mẫu; 保惠國母], nhưng qua đây cũng thấy được sự hiển quý không ai sánh kịp, vì Quốc mẫu là danh hiệu tương đương với Hoàng hậu, xe giá, nghi trượng đều y hệt. Trong Trần triều có vài vị được ghi nhận có danh xưng này là Linh Từ Quốc mẫu, Thiện Đạo Quốc mẫu (phu nhân của An Sinh vương Trần Liễu) và Nguyên Từ Quốc mẫu Thiên Thành công chúa. Ngoài ra, bà còn có một người anh là Văn Huệ vương Trần Quang Triều và một người em gái, sau này cũng là thê thiếp của Trần Anh Tông, Bảo Từ Thuận Thánh Hoàng hậu.
Ngày 3 tháng 2 âm lịch năm Nhâm Thìn (1292), Trần Nhân Tông phong Hoàng thái tôn Trần Thuyên làm Hoàng thái tử, khi ấy ông 16 tuổi. Nhân dịp ấy, Trần thị- Đích trưởng nữ của Hưng Nhượng Đại vương Trần Quốc Tảng, được chọn làm Hoàng thái tử phi.
Ngày 9 tháng 3 âm lịch năm Quý Tỵ (tức ngày 16 tháng 4 năm 1293), Trần Nhân Tông truyền ngôi cho Thái tử Trần Thuyên, tức Hoàng đế Trần Anh Tông. Anh Tông tự xưng là Anh Hoàng (英皇) và tôn vua cha làm Hiến Nghiêu Quang Thánh Thái Thượng Hoàng Đế. Nhà vua lấy niên hiệu là Hưng Long (興隆) và sử dụng nó cho đến hết thời trị vì của mình. Lúc này, Thái tử phi Trần thị tạm vẫn chưa có danh phận, tạm gọi [Trần phi; 陳妃]
Sau một khoảng thời gian, Trần phi chính thức được phong làm Văn Đức Phu nhân (文德夫人). Tuy là Nguyên phối của Tân đế, Trần thị lại không được phong Hoàng hậu. Đại Việt sử ký toàn thư sau đó vắn tắt ghi chép, phong phu nhân ít lâu, Văn Đức Phu nhân bị hàng vị, không rõ nguyên do: "“Phong cho Hoàng thái tử phi làm Văn Đức Phu nhân, rồi lại phế đi, lấy em gái của Văn Đức phong Thánh Tư Phu Nhân." Văn Đức Phu nhân sau đó không rõ kết cục, còn em gái bà vào cung sau này là Bảo Từ Thuận Thánh Hoàng hậu. Câu chuyện của một Thái tử phi gia thế phi thường bất ngờ trượt mất ngôi hậu, lại lấy em gái ra thay thế là một trong những bí ẩn lớn nhất Trần triều.